# Trenggulunan (Pancur)
Trenggulunan is een bestuurslaag in het regentschap Rembang van de provincie Midden-Java, Indonesië. Trenggulunan telt 925 inwoners (volkstelling 2010).